# 姊妹坡
姊妹坡（姉妹坂，又译作“四姊妹”），1985年日本东宝出品的一部电影，根据大山和荣同名漫画改编。

## 剧情简介
“一、二、三、四，什么坡，姊妹坡……”京都东天王街“姊妹坡”喜多泽家四姐妹（大姐彩、二姐茜，三姐杏、小妹兰）相依为命，大姐彩和小妹兰开了一家咖啡馆并兼营自制的手工业品，阿茜是某杂志社的摄影师，阿杏是个大学生……

## 角色
| 角色       | 演员       | 介绍     | 上译配音 |
| 喜多泽彩   | 绀野美沙子 | 大女     | 刘广宁   |
| 喜多泽茜   | 浅野温子   | 二女     | 曹雷     |
| 喜多泽杏   | 泽口靖子   | 三女     | 王建新   |
| 喜多泽蓝   | 富田靖子   | 小女     | 程晓桦   |
| 樱庭谅     | 尾美利德   |          | 程玉珠   |
| 柚木冬悟   | 宫川一朗太 |          | 童自荣   |
| 岩城       | 竹脇無我   | 医生     | 杨成纯   |
| 喜多泽守男 | 佐藤允     |          |          |
| 喜多泽千代 | 藤田弓子   |          |          |
| 绫小路良江 | 入江若葉   | 杏的生母 | 李梓     |

| 角色       | 演员           | 介绍 |
| 园臣大     | 早瀬亮         |      |
| 宝大寺毬子 | 横山美樹       |      |
| 樱木       | 折茂政夫       |      |
| 柚木贤一   | 峰岸徹         |      |
| 藤木きよ   | きたむらあきこ |      |
| 老人       | 宇野重吉       |      |
| 警官       | 小林則一       |      |

## 职员表

### 上译相关
- 片头旁白：施融
- 其他配音：丁建华
- 译制导演：杨成纯
- 翻译：周平